# خوزه الکس ایکنگ
خوزه الکس ایکنگ (انگلیسی: José-Alex Ikeng؛ زادهٔ ۳۰ ژانویهٔ ۱۹۸۸) بازیکن فوتبال اهل آلمان است.
از باشگاه‌هایی که در آن بازی کرده‌است می‌توان به باشگاه فوتبال اینگولشتات ۰۴، باشگاه فوتبال اشتوتگارت، باشگاه فوتبال هانزا روستوک، و باشگاه ورزشی وردر برمن اشاره کرد.
وی همچنین در تیم ملی فوتبال جوانان آلمان بازی کرده‌است.